# Az új mutánsok
Az új mutánsok (eredeti cím: The New Mutants) 2020-as amerikai horrorfilm, amelyet Josh Boone rendezett.
A forgatókönyvet Josh Boone és Knate Lee írták. A producerei Karen Rosenfelt, Lauren Shuler Donner és Simon Kinberg. A főszerepekben Maisie Williams, Anya Taylor-Joy, Charlie Heaton, Alice Braga és Blu Hunt láthatók. A film zeneszerzője Mark Snow, gyártója a 20th Century Studios, a Marvel Entertainment, a Genre Films és a Sunswept Entertainment, forgalmazója a Walt Disney Studios Motion Pictures.
Amerikában eredetileg 2018 áprilisában tervezték bemutatni, de több módosítás után végül 2020. augusztus 28-án, míg Magyarországon 2020. szeptember 3-án került a mozikba.

## Cselekmény
Danielle "Dani" Moonstar egy fiatal sájeni őslakos. Dani apja William elrejti a lányt, mielőtt egy láthatatlan entitás megöli. Dani egy kórházban ébred, amelyet Dr. Cecilia Reyes vezet. Reyes elmondja Daninak, hogy mutáns és azt tanácsolja, hogy maradjon a kórházban, amíg nem tudja irányítani a képességeit.
Danit négy fiatal tinédzsernek mutatja be Reyes: Samuel "Sam" Guthrie, Illyana Rasputin, Roberto "Bobby" da Costa és Rahne Sinclair. Reyes mindegyiket kórházba hozta, miután mind tragédiát szenvedtek. Sam egy egész aknát szedett le az apjáról, Roberto halálra égette barátnőjét, Rahne vallásos faluban nevelkedett, ahol boszorkánynak titulálták, Illyana pedig gyermekrabszolga volt. Mindenki mutáns: Roberto manipulálni tudja a napenergiát , Sam sugársebességgel repülhet, Illyana dimenziók közötti varázserővel rendelkezik, Rahne farkassá tud válni. Reyes maga is egy mutáns.

## Szereplők
| Szereplő                    | Színész                                            | Magyar hang     |
| --------------------------- | -------------------------------------------------- | --------------- |
| Rahne Sinclair              | Maisie Williams                                    | Pekár Adrienn   |
| Iljana Raszputyin           | Anya Taylor-Joy                                    | Csuha Bori      |
| Sam Guthrie                 | Charlie Heaton                                     | Márkus Sándor   |
| Dr. Cecilia Reyes           | Alice Braga                                        | Szilágyi Csenge |
| Danielle Moonstar           | Blu Hunt                                           | Lovas Emília    |
| Roberto da Costa            | Henry Zaga                                         | Kenéz Ágoston   |
| William Lonestar, Dani apja | Adam Beach                                         | Makranczi Zalán |
| Thomas, Sam apja            | Thomas Kee                                         |                 |
| Craig tiszteletes           | Happy Anderson                                     |                 |
| A mosolygó emberek          | Dustin Ceithamer (ábrázolás) Marilyn Manson (hang) | eredeti hang    |

## A film készítése

### Előkészületek
Josh Boone és a gyerekkori legjobb barátja Knate Lee az Új Mutánsok képregényből szerettek volna egy három részes filmsorozatot csinálni. Az alkotók a felnőtt karakterek rajongói voltak. Boone a történeteket sötétnek, érdekesnek és másnak tekintette, mint a tipikus X-Men történetek. Boone és Lee elvitték a képregényt Simon Kinberghez , az X-Men filmsorozat egyik produceréhez, akinek nagyon tetszett az ötlet. 2015 májusában Fox véglegesítette megállapodást, hogy Boone és Lee forgatókönyvéből legyen a film. A film eredetileg az X-Men univerzumának kibővítésére irányult, és három évvel az X-Men: Apokalipszis után játszódott volna. A forgatókönyv első vázlatának kidolgozása közben Boone elküldte a film ötleteit Sienkiewicznek, aki úgy gondolta, hogy Boone kitalált dolgokat, és nem csak a képregényekből merített.
Kinberg 2016 márciusában frissítette a film állapotát, és elmondta, hogy Boone és Lee a forgatókönyvön dolgoznak, és a Deadpoolhoz hasonlóan ez film is különbözni fog X-Men filmektől. Kinberg azt mondta, hogy van esély a korábbi filmekben látott szereplők megjelenésére, nevezetesen a Hadiösvényre, Napfoltra és X Professzorra, akik mind kötődnek az új mutánsokhoz. Abban az időben arról számoltak be, hogy Maisie Williams és Anya Taylor-Joy lesznek a film főszereplői, mint Rahne Sinclair / Farkas és Illyana Rasputin / Magik. A címadó csapat többi tagja várhatóan Sam Guthrie / Ágyúgolyó, Roberto da Costa / Napfolt és Danielle Moonstar / Mirázs karakterek lesznek. A Napfolt korábban megjelent az X-Men: Az eljövendő múlt napjai című filmben, ahol Adan Canto alakította, de nem erősítették meg, hogy visszatérne az új filmben.
2016 májusában Kinberg megerősítette, hogy a forgatókönyvben szerepel X professzor és reménykedik, hogy a forgatás 2017 elején elkezdődhet. Augusztusban a címadó csapat névsora kibővült a Warlock karakterével. Novemberben bejelentették, hogy Nat Wolffot szeretnék ágyúgolyó szerepére miután Boone-nal együtt dolgozott a Csillagainkban a hiba című filmben. A Démon Medve karaktere lesz a film főgonosza.

### Szereposztás
2018 áprilisában hivatalosan is bejelentették Taylor-Joy és Williams szereplését. Wolff nem akarta elvállalni ágyúgolyó szerepét.
A május végén, Henry Zaga Napfolt szerepére, Rosario Dawson Cecilia Reyes szerepére szerződték. Elmondták, hogy McAvoy már nem volt érintett, mert X professzor szerepét kiírták a filmből. Illyana bátyját, Kolosszust se jelenik meg annak ellenére, hogy bekerültek a forgatókönyv korai verzióiba. A hónap végén Charlie Heaton tárgyalásokat folytatott ágyúgolyó szerepéről.
Zag-ot, Dawsont és Heatont június elején erősítették meg és az újonnan érkező Blu Huntot, mint Mirázs. A hónap végén Dawson kilépett a filmből, helxét Alice Braga vette át.

### Forgatás
A forgatás 2017. július 10-én kezdődött Bostonban, Growing Pains címmel. A film nagy részét a Medfieldi Állami Kórházban forgatták.

## Bemutató
Egyesült Államokban 2020. augusztus 28-án mutatták be a filmet. Eredetileg 2018. április 13-án mutatták volna be, de, hogy ne egyszerre mutassák be a Deadpool 2.-vel eltolták 2019. február 22-re. Majd eltolták a X-Men: Sötét Főnix miatt 2019. augusztus 2-ra. Miután a Disney megvásárolta a Foxot és a filmet, eltolták 2020. április 3-ra. Végül pedig a koronavírus-járvány miatt lett elhalasztva. Boone azt elárulta, hogy a filmre megkötött különféle szerződések garantálták a mozis bemutatást, megakadályozva, hogy először a Disney+-on vagy a Hulun mutassák be.